# Jack O'Roses
| Recensione | Giudizio |
| ---------- | -------- |
| AllMusic   |          |

Jack O'Roses è un album di Robert Hunter, pubblicato dall'etichetta discografica Dark Star Records nel 1980.

## Tracce

### LP
Lato A (DSLP8001 A)
1. Box of Rain – 5:10 (testo: Robert Hunter – musica: Phil Lesh)
2. Reuben and Cerise – 4:48 (testo: Robert Hunter – musica: Jerry Garcia)
3. Talkin' Money Tree – 1:17 (Robert Hunter)
4. Friend of the Devil – 2:59 (testo: Robert Hunter – musica: Jerry Garcia, John Dawson)
5. Delia DeLyon and Stagger Lee – 3:35 (testo: Robert Hunter – musica: Tradizionale)
6. Lady of Carlisle – 4:14 (Tradizionale; arrangiamento di Robert Hunter)

Lato B (DSLP8001 B)
1. Book of Daniel – 4:00 (testo: Robert Hunter – musica: David Freiberg)
2. Terrapin – 15:50 (testo: Robert Hunter – musica: Jerry Garcia) – 
a) Lady with a Fan
b) Terrapin Station
c) Ivory Wheels/Rosewood Track
d) Jack O'Roses
3. Prodigal Town – 1:41 (Robert Hunter)

## Musicisti
- Robert Hunter – voce, chitarra acustica

Note aggiuntive
- Registrazione e mixaggio effettuati al "Terrapin Records Studio", Londra (Inghilterra)
- Arthur Anderson – ingegnere delle registrazioni e del mixaggio
- Trevor Wright – artwork copertina album
- Roy Wilbraham – foto copertina album
- Nick Ralph – coordinatore [2]